# Turbonilla leuca
Turbonilla leuca is een slakkensoort uit de familie van de Pyramidellidae. De wetenschappelijke naam van de soort is voor het eerst geldig gepubliceerd in 1899 door Bush.